# Clementine Hunter
Clementine Hunter (pronuncia-se Clementeen; final de dezembro de 1886 ou início de janeiro de 1887 – 1º de janeiro de 1988) foi uma artista folclórica negra autodidata da região de Cane River, na Louisiana, que viveu e trabalhou na plantação Melrose.
Hunter nasceu em uma família crioula da Louisiana em Hidden Hill Plantation perto de Cloutierville, na paróquia de Natchitoches, Louisiana. Ela começou a trabalhar como trabalhadora agrícola quando jovem e nunca aprendeu a ler ou escrever. Na casa dos cinquenta, começou a vender suas pinturas, que logo ganharam atenção local e nacional por sua complexidade em retratar a vida negra do sul no início do século XX.
Inicialmente, ela vendeu suas primeiras pinturas por apenas 25 centavos. Mas no final de sua vida, seu trabalho estava sendo exibido em museus e vendido por milhares de dólares. Clementine Hunter produziu cerca de 5.000 a 10.000 pinturas em sua vida. Hunter recebeu um título honorário de Doutor em Belas Artes pela Northwestern State University of Louisiana em 1986, e ela é a primeira artista afro-americana a ter uma exposição individual no atual Museu de Arte de Nova Orleans. Em 2013, o diretor Robert Wilson apresentou uma nova ópera sobre ela, intitulada Zinnias: the Life of Clementine Hunter, na Montclair State University em Nova Jersey.

## Vida pregressa

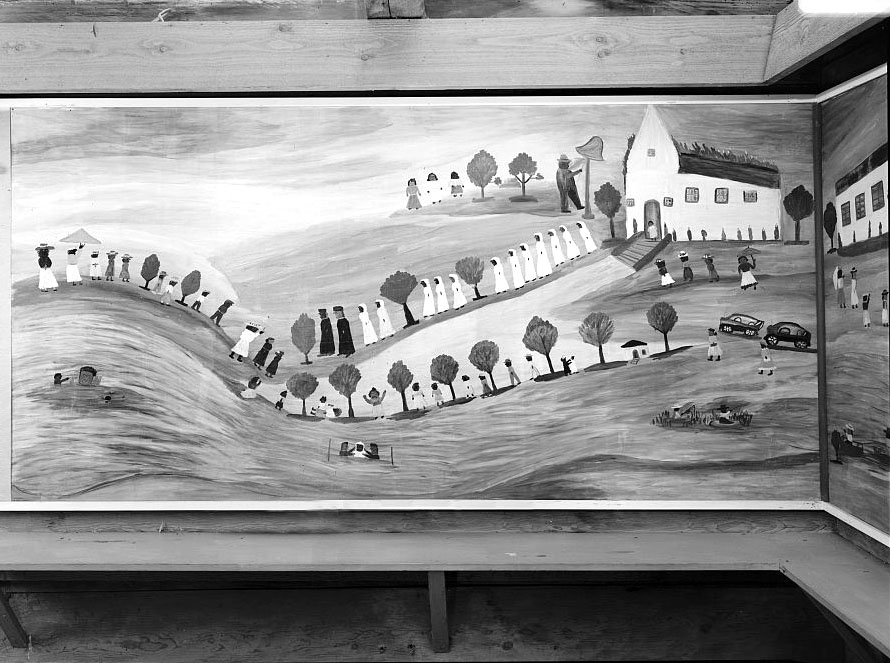
Baptism por Clementine Hunter. Mural (detalhe)

Clementine Hunter nasceu no final de dezembro de 1886 ou início de janeiro de 1887 em Hidden Hill Plantation, perto de Cloutierville em Natchitoches Parish, Louisiana. Ela foi a primeira de sete filhos de Janvier Reuben (embora Clementine Hunter o chamasse de John) e Mary Antoinette Adams. Os irmãos de Hunter se chamavam Maria, Ida, Rosa, Edward, Simon e John. A avó materna de Hunter, Idole, uma mulher negra e nativa americana escravizada, nasceu na Virgínia e foi trazida para a Louisiana. Seu avô materno se chamava Billy Zack Adams. O avô paterno de Hunter, que era descendente de africanos, franceses e irlandeses, negociou cavalos durante a Guerra Civil, mas morreu antes de ela nascer. Hunter conhecia bem sua avó paterna, uma mulher negra e nativa americana que ela chamava de MéMé (pronuncia-se May-May). Seus pais se casaram em 15 de outubro de 1890, em Cloutierville, na igreja católica da cidade, St. John the Baptist.
Ela foi batizada católica em 19 de março de 1887, em Cloutierville, e sabe-se que ela tinha cerca de três meses de idade. Embora sua data exata de nascimento seja desconhecida, ela disse que nasceu por volta do Natal. Ela usou o nome de Clémence na primeira parte de sua vida, foi batizada de Clementiam e mudou seu nome para Clementine depois de se mudar para a plantação Melrose. Sua família a chamava pelo apelido de Tébé, o francês para "bebê", apelido que ela carregou até a idade adulta.
Hunter mudou-se para Cloutierville quando ela tinha cerca de cinco anos e foi enviada para a St. John the Baptist Catholic Church School. A escola era segregada e aplicava regras severas, que Hunter citou como a razão pela qual ela deixou a escola ainda jovem. Ela frequentou a escola por menos de um ano e nunca aprendeu formalmente a ler ou escrever. Hunter começou a trabalhar na roça aos oito anos, colhendo algodão ao lado do pai. Ao longo de sua vida, ela se mudou para o Vale do Rio Cane enquanto seu pai procurava trabalho. Em certos momentos ela viveu em Robeline, Cypress e Alexandria. Em 1902, por volta dos quinze anos, Hunter mudou-se para a plantação Melrose.
O pai de Hunter, Janvier "John" Reuben, foi contratado como trabalhador assalariado por John H. Henry, o então proprietário da Melrose. Hunter também trabalhava por um salário como trabalhador agrícola, colhendo 150 a 200 libras de algodão por dia, ganhando 75 centavos. No outono, ela também colhia nozes, trabalhando seis dias por semana durante meses do ano. Na adolescência, Hunter teve aulas informais à noite com outros trabalhadores da plantação. Sua mãe, Mary Antoinette Reuben, morreu em 1905 em Melrose.
Quando Hunter tinha cerca de vinte anos em 1907, ela deu à luz seu primeiro filho, Joseph Dupree, chamado Frenchie. O primeiro parceiro de Hunter foi Charles Dupree, um homem crioulo cerca de quinze anos mais velho que Hunter. Há rumores de que Charles construiu uma máquina a vapor tendo visto apenas uma foto e era bem conhecido por seu trabalho altamente qualificado. O segundo filho deles, Cora, nasceu alguns anos depois. Charles Dupree e Clementine Hunter nunca se casaram, e Dupree morreu em 1914.
Em 1924, Clementine casou-se com Emmanuel Hunter, um lenhador crioulo em Melrose, seis anos mais velho que ela. Até Clementine Hunter se casar com Emmanuel, ela falava apenas francês crioulo e ele lhe ensinou inglês americano. Os dois viveram juntos em uma cabana de trabalhadores em Melrose e tiveram cinco filhos, embora dois tenham nascido mortos. Os filhos de Hunter se chamavam Agnes, King e Mary, que ela chamava de "Jackie". Na manhã anterior ao parto de um de seus filhos, ela colheu 30 quilos de algodão, foi para casa e chamou a parteira. Ela voltou a trabalhar alguns dias depois.
No final da década de 1920, Hunter começou a trabalhar como cozinheira e governanta para Cammie Henry, esposa de John H. Henry, proprietário da Melrose. Ela era conhecida por seu talento em adaptar receitas tradicionais crioulas, costurar roupas e bonecas complicadas e cuidar da horta da casa. Em pouco tempo, Melrose evoluiu para um salão para artistas e escritores, apresentado por Cammie Henry. No final dos anos 1930, Clementine Hunter começou a pintar formalmente, usando tubos descartados dos artistas visitantes em Melrose.
No início dos anos 1940, o marido de Hunter, Emmanuel, ficou com uma doença terminal e acamado. Ela agora era a única provedora financeira da família, trabalhando em período integral, enquanto cuidava de Emmanuel e pintava tarde da noite. Emmanuel morreu em 1944, deixando Hunter sozinha para trabalhar e cuidar dos filhos.
Durante esse período, no início dos anos 1940, Hunter adotou Mary Francis LaCour, uma menina de onze anos cujos pais não podiam cuidar dela. Hunter cuidou da garota, ensinando-a a pintar, as duas exibindo suas criações do lado de fora da casa de Hunter. Na adolescência, Mary Francis mudou-se para a Califórnia para morar com o pai. Em 1951, Mary Francis morreu com menos de vinte anos.

## Carreira

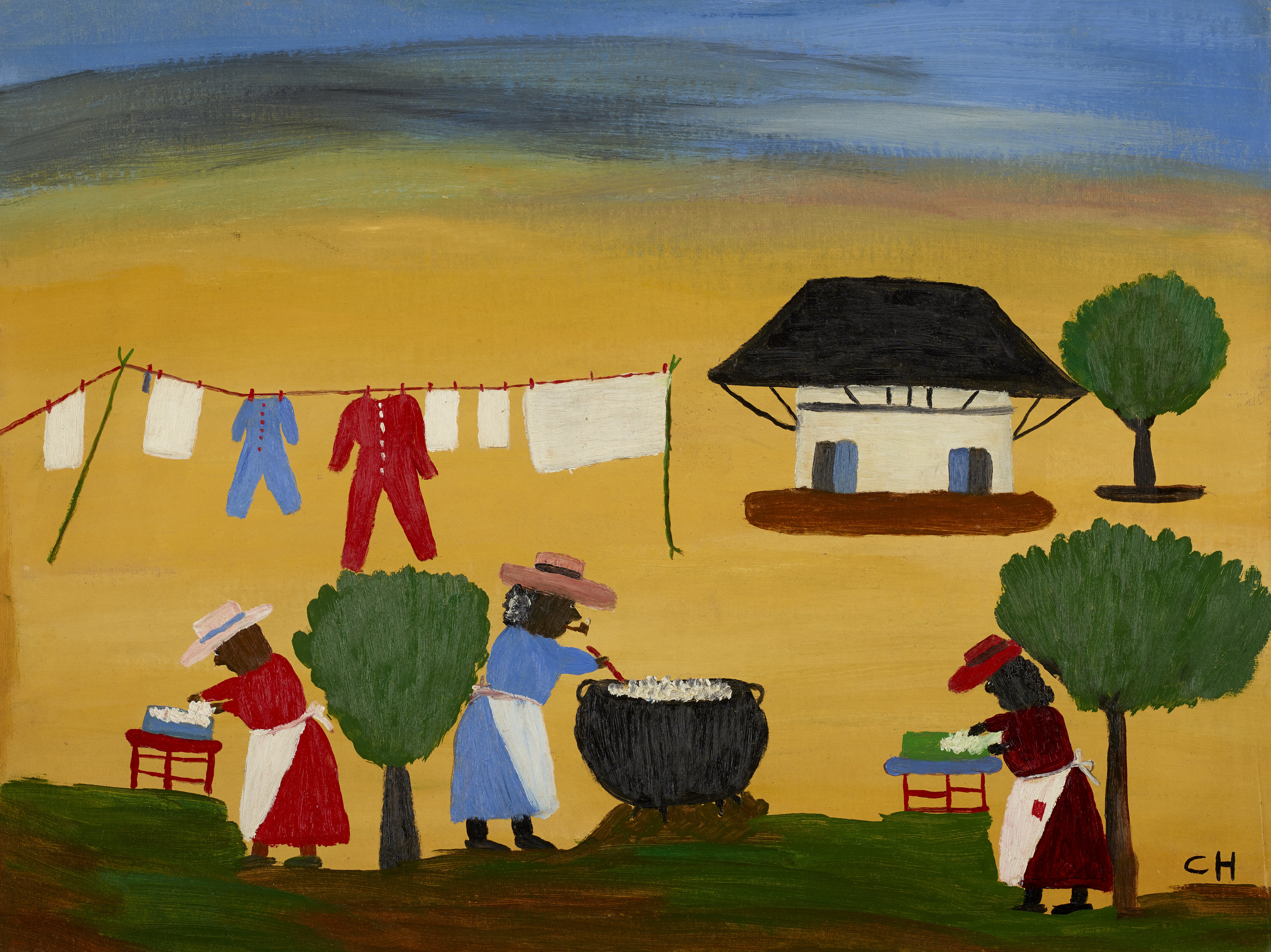
The Wash (c. 1950), Instituto de Arte de Minneapolis

Hunter tornou-se uma das artistas autodidatas mais conhecidas. Ela é descrita como uma pintora de memórias porque documentou a vida negra sulista no Vale do Rio Cane no início do século XX. Ela foi totalmente autodidata e quase não recebeu educação formal, artística ou qualquer outra. Embora ela tenha sido reconhecida pela primeira vez por suas habilidades de pintura em 1939, Hunter fala sobre pintar muito antes disso. Seu trabalho mais famoso retrata representações coloridas de eventos importantes como funerais, batizados e casamentos e cenas de trabalho nas plantações, como colheita de algodão ou nozes e trabalho doméstico. No entanto, as pinturas de Hunter variam em assunto e estilo, incluindo muitas pinturas abstratas e naturezas-mortas de zínias.
Hunter pintou de memória, afirmando: "Eu apenas coloco na minha mente e vou em frente e pinto, mas não consigo olhar para o nada e pintar. Sem árvores, sem nada. Eu apenas faço minha própria árvore em minha mente, é assim que eu pinto".
Cammie Henry criou uma colônia de artistas após a morte de seu marido em Melrose. Inúmeros artistas e escritores visitaram, incluindo Lyle Saxon, Roark Bradford, Alexander Woollcott, Rose Franken, Gwen Bristow e Richard Avedon. Frequentemente, as tintas e pincéis deixados pela artista de Nova Orleans Alberta Kinsey são citados como os primeiros materiais que Hunter usou para pintar em uma persiana. No entanto, fica claro no trabalho têxtil de Hunter que ela estava produzindo obras narrativas e expressionistas antes de pintar. Além disso, os próprios relatos de Hunter sobre o início de sua carreira contradizem a história da influência de Kinsey. Hunter falou sobre pintura antes de 1939.

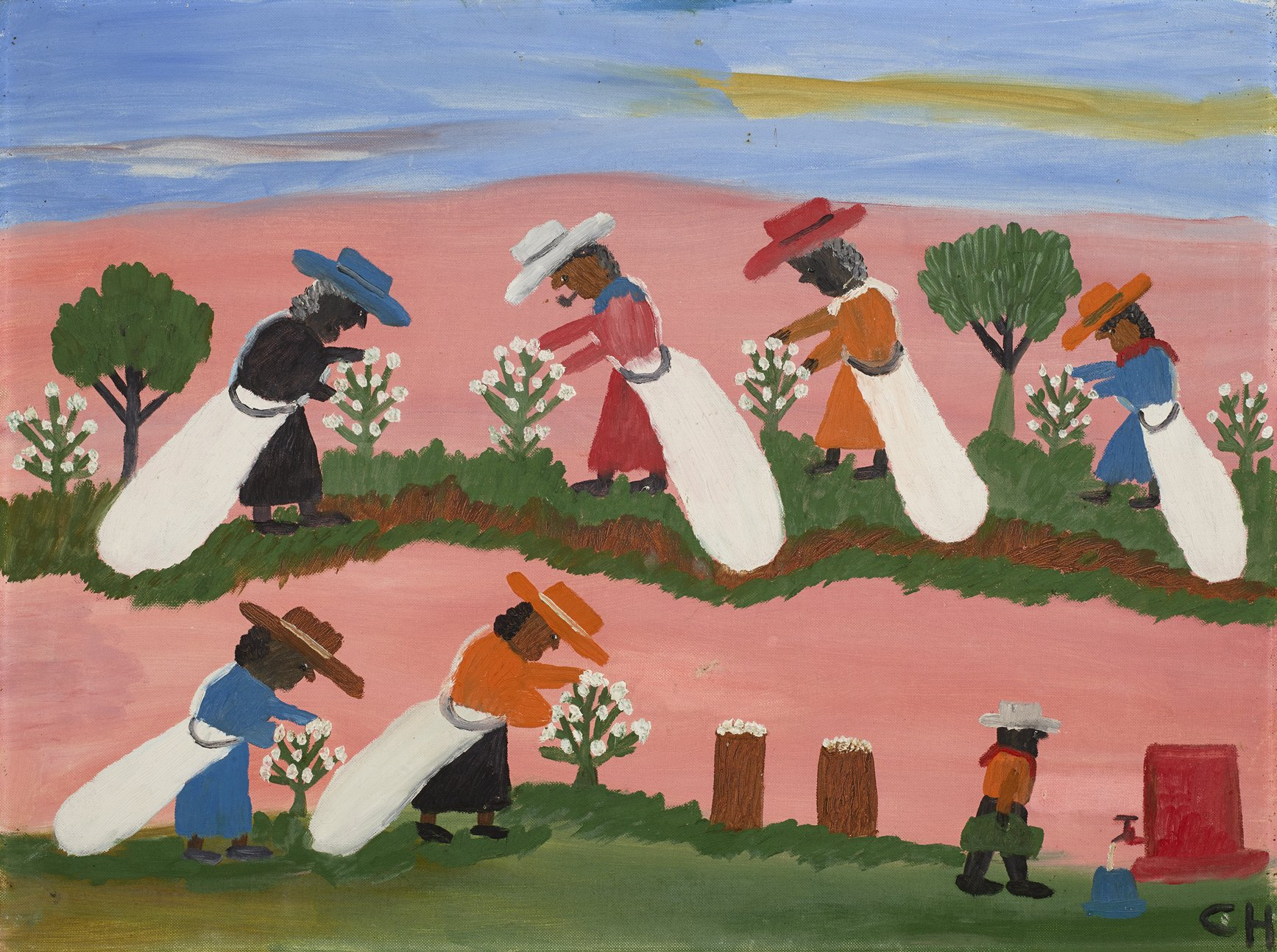
Picking Cotton (c. 1955), Instituto de Arte de Minneapolis

Hunter começou a vender pinturas após a morte de seu marido, Emmanuel Hunter. Do lado de fora da cabana onde ela morava havia uma placa que dizia: "Clementine Hunter, artista. 25 centavos para olhar". As primeiras exposições de Clementine Hunter foram em 1945 em Rosenwald Grant, Brownwood e Waco, Texas. Em 1949, uma mostra das pinturas de Hunter no New Orleans Arts and Crafts Show chamou a atenção fora do Cane River Valley. Um artigo foi publicado sobre Hunter na revista Look em junho de 1953, dando-lhe exposição nacional.
Hunter ganhou o apoio de vários indivíduos associados à plantação Melrose, incluindo François Mignon, um amigo de Cammie Henry e Clementine Hunter. Ele forneceu tinta e materiais para ela e a promoveu amplamente. As pinturas de Hunter foram expostas na farmácia local, onde foram vendidas por um dólar.
Em 1956, Hunter e François Mignon foram co-autores do Melrose Plantation Cookbook, apresentando fotografias da Melrose, ilustrações desenhadas por Hunter e receitas. Hunter era hábil em reinterpretar pratos tradicionais, que foram transmitidos em sua família pela tradição oral.
O maior trabalho de Hunter é uma série de murais na African House na plantação Melrose. Construída no início do século XIX por pessoas escravizadas na Melrose, a African House é uma hibridização crioula de várias tradições de construção africanas, francesas e nativas americanas. No entanto, pouco se sabe sobre sua construção e usos iniciais, porém sabe-se que serviu como depósito, e durante a posse de Cammie Henry, como residência para artistas. Em 1949, o primeiro show de Clementine Hunter no Cane River Valley foi apresentado por Mignon na área superior da African House. Hunter pintou murais na casa Yucca e na casa principal da Melrose. Em 1955, Hunter e François Mignon colaboraram para produzir a série de painéis murais que retratam a história do Cane River Valley e refletem a vida da artista. O mural consiste em nove painéis retangulares, cada um pintado no estúdio caseiro de Hunter. Em três meses, os murais foram concluídos. Hunter tinha 68 anos.
As pinturas de Hunter mudaram ao longo de sua vida. Seus primeiros trabalhos conhecidos, como "Cane River Baptism" de 1950, apresentam mais tons de terra e cores suaves. Antes do patrocínio e apoio de François Mignon e outros, Hunter usava tinta deixada por artistas visitantes em Melrose Plantation, portanto, ela trabalhava com as paletas de outros artistas. Além disso, Hunter frequentemente diluía seu suprimento de tinta com aguarrás, criando mais um efeito de aquarela, o que fez com que muitos estudiosos de Hunter acreditassem que ela tinha uma fase experimental de aquarela. A partir da década de 1950, seu estilo de pintura foi alterado pela artrite nas mãos. A partir desse período, ela se inclinou mais para o trabalho abstrato e impressionista, com menos detalhes, porque tinha dificuldade para pintar. Em 1962, seu amigo James Pipes Register a encorajou a se tornar ainda mais abstrata, pintando obras como Clementine Makes a Quilt. No entanto, em 1964, Hunter voltou a trabalhos mais narrativos. Na década de 1980, ao se aproximar dos cem anos, ela começou a pintar em objetos menores e mais portáteis, como jarros.
No final de 1971, sessenta das pinturas de Hunter foram exibidas em uma exposição na Louisiana State University.

## Colchas
Hunter viveu em comunidades de meeiros e arrendatários negros, onde aprendeu a costurar roupas e utensílios domésticos. Antes de começar a pintar, ela costurava roupas para a família, fazia colchas e tecia cestos. François Mignon reconheceu os talentos de Hunter com tecido e costura antes de ver qualquer uma de suas obras pintadas. Em 19 de dezembro de 1939, Mignon registrou em seus diários que Clementine (Mignon a chamava de Clemence) primeiro mostrou a ele bonecas que ela criou com características bordadas. Além disso, ele escreveu que ela era excepcionalmente talentosa em fazer franjas e fiar algodão. James Register também registrou a habilidade excepcional de Clementine Hunter em fazer franjas em um artigo no Natchitoches Times em 1972. Ela também sabia fazer cortinas de renda amarradas à mão.
As colchas e tapeçarias de Hunter são exemplos claros de seu talento artístico antes de começar a pintar, e apresentam assuntos e sua paleta de cores que são centrais para a maioria de suas obras de arte. Muitas de suas colchas são intituladas "Melrose Quilt" ou "Melrose Plantation" pois muitas delas retratam edifícios nos terrenos de Melrose. O Melrose Plantation Textile, que foi aplicado e costurado à mão, é de 1938 ou 1939 e é tematicamente semelhante às suas obras pintadas. A maior parte do trabalho têxtil de Hunter pertence a coleções particulares; no entanto, uma fotografia de Hunter em sua casa a mostra usando um de seus trabalhos como cobertura de sofá. Cada quadrado é costurado à mão. Muitas das colchas de Hunter não são rebatidas, o que indica que foram projetadas para pendurar como uma tapeçaria, em vez de servir para uma função doméstica.
Hunter fez várias colchas que são mais abstratas. O Chevron Quilt está no Museu de Arte de Nova Orleans. Alguns dos quadrados do chevron são cores sólidas alternadas, enquanto outros quadrados são pedaços de pano estampado. Embora as pinturas abstratas de Hunter feitas em 1962 e 1936 sejam geralmente consideradas uma quebra em seu cânone, seus primeiros trabalhos têxteis e pinturas brincam com a abstração e o impressionismo. Além disso, a coleção de Shelby Gilley de "Crazy Quilts" é datada de 1960, e o Chevron Quilt no Museu de Arte de Nova Orleans é datada de 1951, antes de sua colaboração com James Register.

## Legado e honras
Um diretor do Museu de Arte Folclórica Americana na cidade de Nova York descreveu Hunter como "a mais celebrada de todos os pintores contemporâneos do sul".

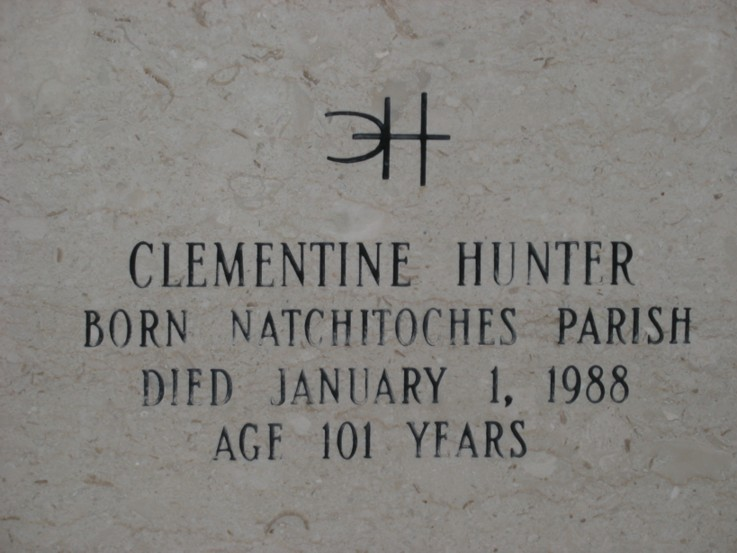
Inscrição na lápide de Clementine Hunter

Hunter foi a primeira artista afro-americana a ter uma exposição individual no Delgado Museum (atual Museu de Arte de Nova Orleans). Em fevereiro de 1985, o museu organizou A New Orleans Salute to Clementine Hunter's Centennial, uma exposição em homenagem ao seu centésimo aniversário. Ela alcançou um reconhecimento significativo durante sua vida, incluindo um convite para a Casa Branca do presidente dos Estados Unidos, Jimmy Carter, e cartas do presidente Ronald Reagan e do senador J. Bennett Johnston, Jr.
Radcliffe College incluiu Hunter em seu Projeto de História Oral de Mulheres Negras, publicado em 1980. Uma entrevista com Hunter faz parte dos registros do Black Women Oral History Project, 1976–1997, armazenados na Harvard University, Radcliffe Institute, Biblioteca Schlesinger. Na coleção de entrevistas de Mildred H. Bailey na Northwestern State University of Louisiana, há entrevistas digitalizadas com Hunter e as pessoas mais próximas a ela.
A Northwestern State University of Louisiana concedeu a ela um título honorário de Doutor em Belas Artes em 1986. No ano seguinte, o governador da Louisiana, Edwin Edwards, a designou como coronel honorária, honra do estado e ajudante de campo.
Uma biografia, Clementine Hunter: Cane River Artist (2012), foi co-escrita por Tom Whitehead, um professor de jornalismo aposentado que conhecia bem Hunter.
Hunter tem sido objeto de biografias e estudos de artistas e inspirou outras obras de arte. Em 2013, o compositor Robert Wilson apresentou uma nova ópera sobre ela: Zinnias: the Life of Clementine Hunter, na Montclair State University em Nova Jersey. O musical solo de Shinnerrie Jackson, Ain't I a Woman? homenageia a vida de quatro influentes mulheres afro-americanas, incluindo Hunter.
O trabalho de Hunter pode ser encontrado em vários museus, como o Dallas Museum of Fine Art, o American Folk Art Museum, o Minneapolis Institute of Arts, o Ogden Museum of Southern Art, o New Orleans Museum of Art e o Louisiana State Museum.
Clementine Hunter's World é um documentário de 2017 dirigido por Art Shiver. O filme celebra a vida e as obras de arte de Hunter através das lentes de fotografias, histórias orais e os murais recém restaurados do African House. Além do filme, o Smithsonian National Museum of African American History & Culture criou uma exposição centrada em Hunter chamada "Clementine Hunter: Life on Melrose Plantation". De acordo com a curadora do Smithsonian American Art, Tuliza Fleming, as 22 obras de Hunter são a maior coleção de um único artista no museu.
Em 2019, os legisladores do estado da Louisiana aprovaram uma resolução que designou 1º de outubro como o Dia de Clementine Hunter. Loletta Jones-Wynder, diretora do Creole Heritage Center da Northwestern State University of Louisiana, criou a resolução para honrar o legado e o impacto de Hunter no estado da Louisiana.

## Obras e coleções selecionadas
- Funeral Procession, c. 1950, Savannah College of Art and Design[46]
- Untitled, 1981, Museu Nacional das Mulheres nas Artes, Washington, D.C.
- The Wash, c. 1950, Minneapolis Institute of Art, Minneapolis, MN
- Picking Cotton,  c. 1950, Minneapolis Institute of Art, Minneapolis, MN
- The Annunciation and the Adoration of the Wise Men, 1957, Museu de Belas Artes de Boston, MA
- Cotton Pickin', 1948, American Folk Art Museum, Nova York, NY
- Saturday Night, 1965, American Folk Art Museum, Nova York, NY
- Funeral, 1957, Muscarelle Museum of Art, Williamsburg, VA
- Sugar Cane Syrup Makin', 1979, Muscarelle Museum of Art, Williamsburg, VA
- Baptism, final dos anos 1950, Muscarelle Museum of Art, Williamsburg, VA
- Window Shade, c. 1950, National Museum of African American History and Culture, Washington, D.C.

## Estudos e outros livros relacionados
- Mildred Hart Bailey, Four Women of Cane River (1980)
- Shelby R. Gilley, Painting by Heart: The Life and Art of Clementine Hunter, Louisiana Folk Artist (2000), St. Emma Press
- Clementine Hunter, Clementine Hunter: A Sketchbook (2014), University of New Orleans Press. ISBN 978-1-60801-036-3
- Mary E. Lyons, Talking with Tebé (1998), Houghton Mifflin. ISBN 9780395720318
- François Mignon, ilustrado por Clementine Hunter, Melrose Plantation Cookbook (1956)
- Art Shiver, Tom Whitehead (editores), Clementine Hunter: The African House Murals (2005), Northwestern State University of Louisiana Press. ISBN 0-917898-24-9
- Art Shiver, Tom Whitehead (co-autores), Clementine Hunter Her Life and Art (2012), LSU Press. ISBN 978-0-8071-4878-5
- James Register, ilustrado por Clementine Hunter, The Joyous Coast (1971), Mid-South Press, Shreveport, Louisiana
- James Wilson, Clementine Hunter: American Folk Artist (1990), Pelican Publishing Company